# Юлдыбаев, Марат Хадиевич
Марат Хадиевич Юлдыбаев (баш. Марат Һаҙый улы Юлдыбаев; 30 сентября 1951, Уфа, Башкирская АССР) — башкирский саксофонист, народный артист Башкирской АССР.

## Биография
Юлдыбаев Марат Хадиевич родился 30 сентября 1951 года в Уфе Башкирской АССР.
Окончил уфимскую среднюю школу №2. Уже в школьные годы Марат хорошо научился играть на гитаре, затем начал пытаться освоить саксофон.
В 1974 году окончил факультет «Авиационные двигатели» Уфимского авиационного института. Играл на саксофоне в составе студенческого театра эстрадных миниатюр, которым руководил Михаил Рабинович, ныне художественный руководитель Республиканского русского театра драмы.
В 1978 году окончил Уфимское училище искусств по классу саксофона (педагог — А.Г. Иващенко). 
В 1980 году Марат Юлдыбаев стал основателем и художественным руководителем первого башкирского джазового ансамбля «Дуҫтар» («Друзья»), с которым гастролировал по странам СССР, Африки, ГДР, Канады, США и государствам Юго-Восточной Азии, участвовал в крупнейших международных джазовых фестивалях — в Москве (1982, 1984, 1988), Тбилиси (1986), Ереване (1987), Ленинграде (1987, 1988), а также во всесоюзных фестивалях в Куйбышеве (1976), Ярославле (1980), Чебоксарах (1988) и Днях культуры РСФСР в США (1987). Фирма «Мелодия» выпустила семь альбомов с записями джазовых композиций, инструментальной музыки башкирских композиторов и обработок народных песен ансамбля «Дуҫтар», а также сольных выступлений самого Юлдыбаева.
Творчество Юлдыбаева отличает тонкий синтез башкирского музыкального фольклора с современными направлениями джаза — от модального джаза до джаз-рока и фьюжна. Его саксофон узнаваем по богатой тембровой палитре, выразительности, техническому мастерству и свободе импровизации.
В репертуаре артиста — джазовая классика, авторские композиции («Бал ҡорто», «Ҡартатай», «Һабантуй», «Ҡарт байыҡ», «Ҡариҙел», «Һандуғас» и др.), а также обработки народных песен и произведений башкирских композиторов. 
Он выступал с мировыми легендами джаза — Херби Хэнкоком, Уэйном Шортером, Джорджем Вуди, Региной Картер и другими.
С 1992 года живёт и работает в Бангкоке (Таиланд). Там он стал признанным джазовым музыкантом, часто гастролирует по Юго-Восточной Азии, участвовал в организации международного джазового фестиваля “Jazz Royale Festival 2006”  в Таиланде, где выступал вместе с известными музыкантами и способствовал популяризации башкирской музыкальной культуры на мировой сцене. Близко знаком с королём Таиланда, большим поклонником джаза, с которым не раз музицировал на одной сцене. 

## Награды и звания
Народный артист Башкирской АССР (1989).
Заслуженный артист Башкирской АССР (1985).